# Nobleton (Ontario)
Nobleton è un sobborgo della città di King nell'Ontario  meridionale. È la terza comunità più grande della township, dopo King City e Schomberg. Situata a sud della Oak Ridges Moraine, Nobleton è circondata da colline e foreste. Molti allevamenti di cavalli si trovano nella periferia orientale di Nobleton.
Nobleton si trova tra King City e Bolton, lungo King Road, e a nord di Kleinburg lungo la Highway 27. A nord-ovest di Nobleton è situato Hammertown.
Al 2021, Nobleton possiede la più grande numerosa comunità di italo-canadesi, in percentuale, del Canada (3,120; 47.6% della popolazione totale).